# Thrikkakara

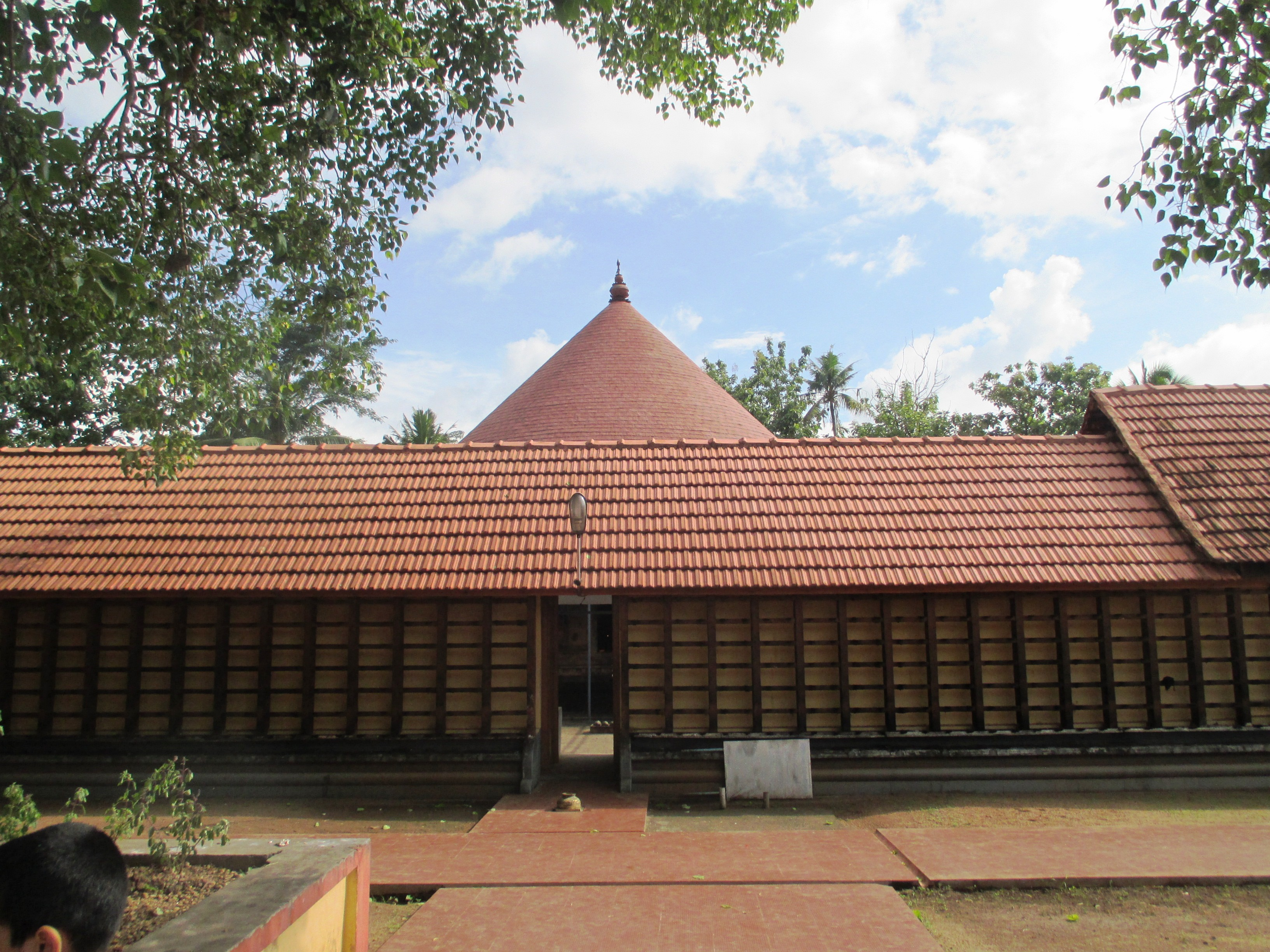
Le temple Thrikkakara Vamanamoorthy est l’un des rares temples hindous en Inde dédié au Seigneur Vamana/Vishnu.

Thrikkakara est une municipalité du district d'Ernakulam dans l’État du Kerala en Inde. La municipalité comprend 43 quartiers, dont Marottichuvadu. Elle est particulièrement remarquable pour son importance dans la fête d’Onam, et dans le conte qui lui est associé lié au célèbre temple de Thrikkakara. Thrikkakara abrite l’Université des sciences et technologies de Cochin. Le Model Engineering College, propriété de l’État, est également situé ici. La ville abrite également de nombreuses écoles bien connues comme Bhavans Varuna Vidyalaya, l’école secondaire supérieure Cardinal, l’école publique Cochin et des collèges comme le Bharat Mata College. L’Infopark Kochi et SmartCity Kochi sont également situés dans les locaux municipaux de Thrikkakara.

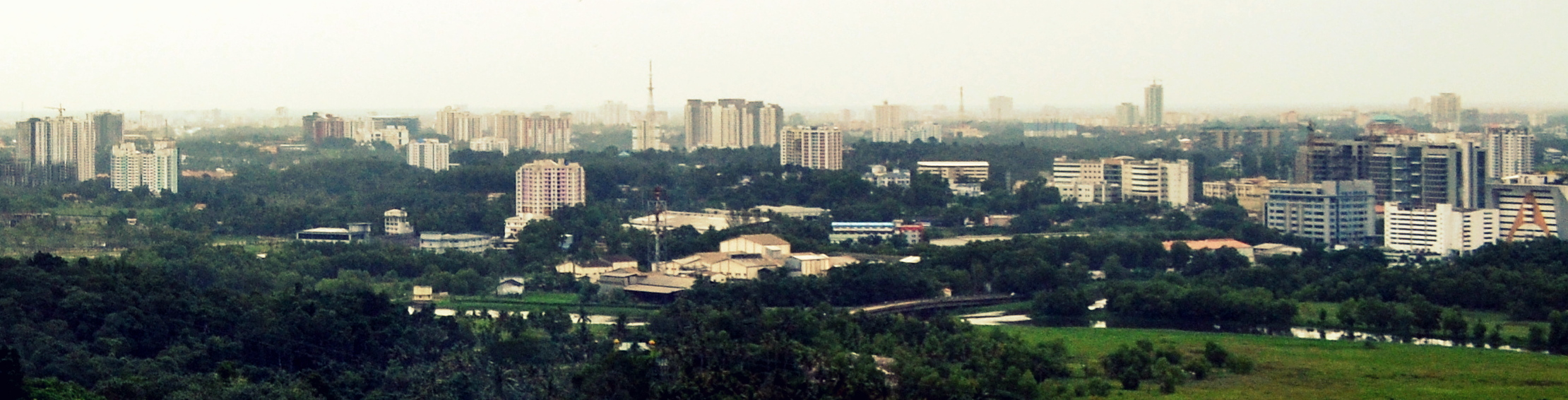
La ligne d’horizon de Kakkanad en 2011

## Étymologie et fête
Le nom Thrikkakkara est une prononciation évoluée du mot Thiru Kaal Kara, qui signifie « le lieu du pied sacré ». Cela fait référence à la légende fondatrice du festival d’Onam, dans laquelle c’est l’endroit où le Seigneur Vamana a mis le pied pour pousser Mahabali vers le « monde inférieur » Patala (également appelé Suthalam). Il y a un endroit nommé Pathalam à environ 7 km de cet endroit dans le même quartier.
Suivant la légende d’Onam, Thrikkakkara abrite le sanctuaire associé, le temple de Thrikkakara, où la divinité consacrée est Vamana. C’est l’un des rares temples de Vamana en Inde. Le temple de Thrikkakara est considéré comme le centre des célébrations d’Onam dans le monde entier,. Le festival est largement fréquenté par des milliers de personnes de toutes les religions,. Le festival d’Onam est célébré ici de manière colorée comme un festival qui s’étend sur dix jours. Les fidèles donnent de l’argent pour les fêtes publiques. Un grand nombre de boutiques mobiles en font une importante foire commerciale. Un spectacle de feux d’artifice remarquable est organisé vers la fin de la célébration.
Thrukkakkara étant dans l’état de Travancore, 61 naduvazhis organisent conjointement le festival d’Onam sous la direction du Maharaja de Travancore. Ananthapadmanabhan, le tenant du titre est Chempil Arayan Ananthapadmanabhan Valiya Arayan, a participé au festival avec le Maharaja de Travancore.

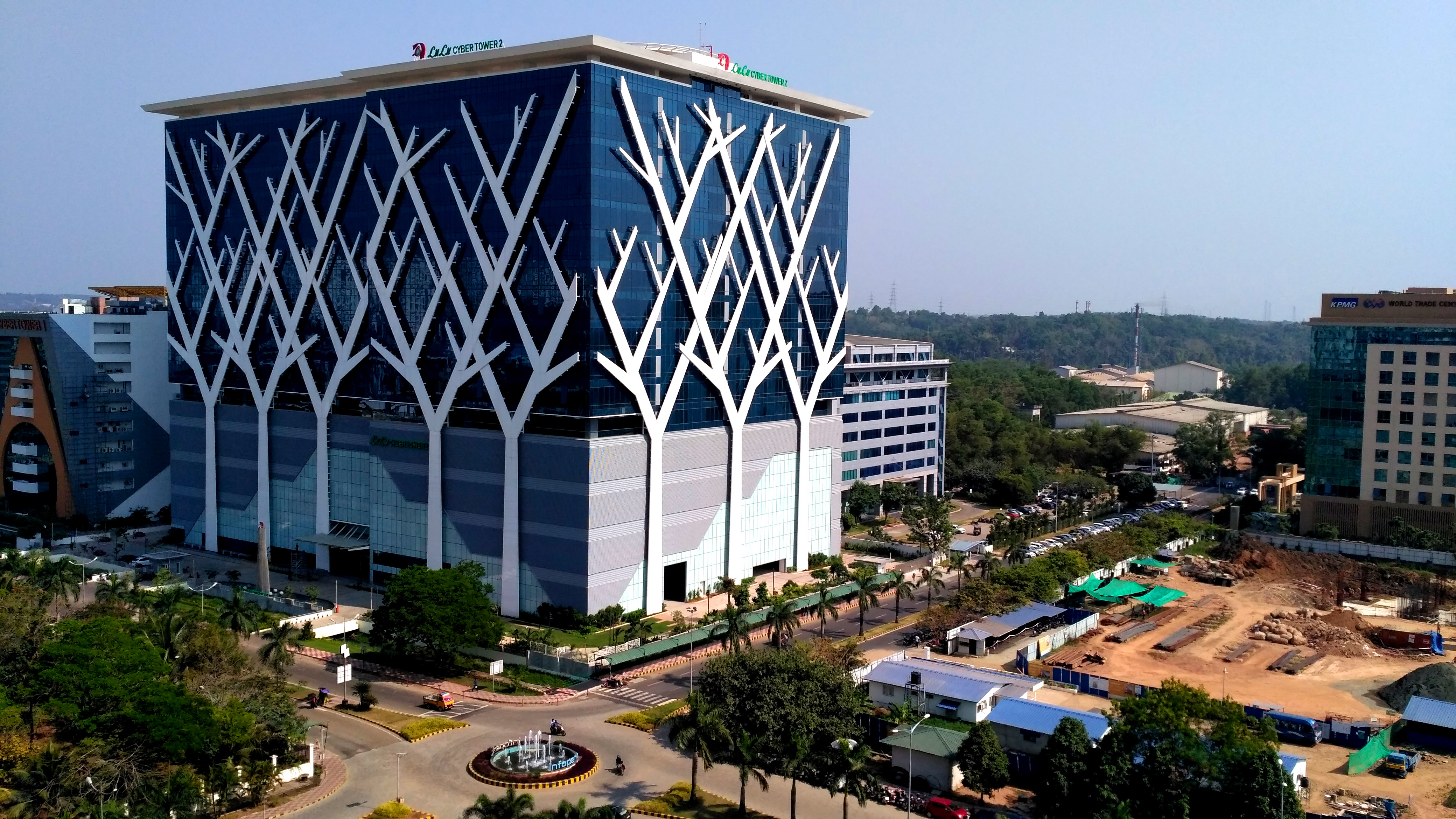
Lulu Cyber Tower 2

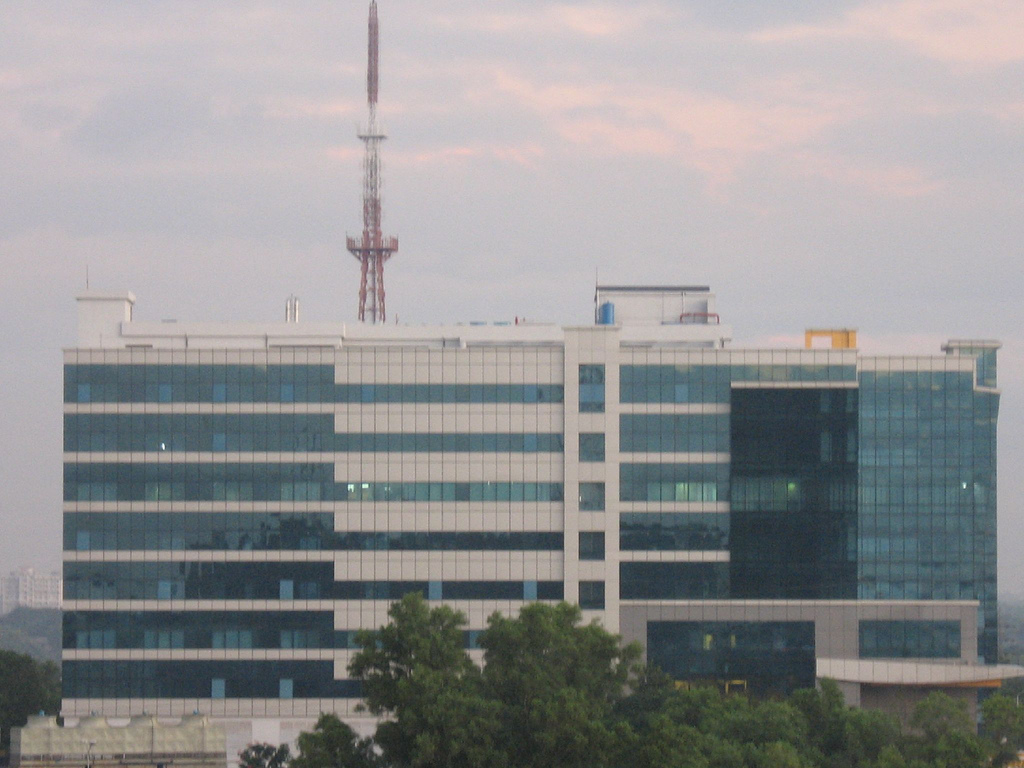
Info Park, Kochi

Thrikkakara a pour spécialité culinaire emblématique l’Onam Sadya, le déjeuner traditionnel que les Malayalis ont chaque année pour la fête d’Onam du Kerala. La Sadya se compose d’une grande variété de plats végétariens, arrosés d’au moins trois types de payasam et servis sur une feuille de bananier.